# ニューヨーク日本人学校
- ニューヨーク日本人学校新学校: 6 Riverside Avenue, Riverside, CT 06878 U.S.A
- ニューヨーク日本人学校正門標識 (Example copyrighted photo) - 270 Lake Avenue (地図参照, official address is 15 The Ridgeway but actual address is 270 Lake Avenue), Greenwich, CT. 06831
- ニューヨーク日本人学校旧学校 - 105 Avondale Road, Yonkers, NY, 10710
- ニューヨーク日本人学校旧学校 - 196-25 Peck Ave, Flushing, New York
- ニューヨーク日本人学校旧学校, 187-90 Grand Central Pkwy, Hollis, NY 11423

ニューヨーク日本人学校（ニューヨークにほんじんがっこう、英語: The Japanese School of New York、別名：The Greenwich Japanese School, GJS）は、ニューヨークに近いコネチカット州グリニッジにある日本人学校。1992年には、日本の文部省（後の文部科学省）から資金の支援を受けるようになった。1991年まで、学校はニューヨーク市クイーンズ区にあり、その後、1年だけニューヨーク州ヨンカーズにあった。

## 歴史
1973年、ニューヨークの日本人クラブが全日制日本人学校の開設を目指すことを決定し、教育法人「ニューヨーク日本人教育審議会」の設立に向けた取り組みが進められた結果、1975年にニューヨーク州教育局から教育法人の設立認可、全日制日本人学校の設立仮認可が下された。この年の9月にニューヨーク市クイーンズ区ジャマイカ地区に創設されたこの学校は、ニューヨーク市においては最初の、日本語で教育する全日制の学校であった。1976年には当時日本の文部大臣であった永井道雄が視察に訪れ、1978年には中学校の課程に相当する在外教育施設としての認定を受け、同年にはニューヨーク州からも私立学校としての正式に認可された。その後の生徒数の増加を受けて、学校は1980年12月にクイーンズ区内のフラッシング (Flushing) へ移った。1991年8月18日、学校はニューヨーク州ウエストチェスター郡ヨンカーズに移転したが、1年後にはコネチカット州へ再び移転した。1992年9月1日、現在地における授業が始まった。1995年には、コネチカット州からの私立学校としての正式認可を受けた。
この間、1992年4月1日には、ニュージャージー州に分校が開校し、1年から4年までの学年が設けられた。1999年4月1日、ニュージャージー分校は独立した学校である、ニュージャージー日本人学校 (The New Jersey Japanese School) となった。
1998年には町村信孝、2000年には中曽根弘文が、それぞれ文部大臣として視察に訪れた。
2002年には、ウエストチェスター郡における日本人家庭の減少により、学校の生徒数は減少していた。授業料収入の減少を前に、学校は健全な財政の維持に懸念を持っていた。
2010年、学校は創立35周年を祝った。

## キャンパス
現在のキャンパスは、コネチカット州グリニッジにある。キャンパスは、かつて女子校ローズマリー・ホール (Rosemary Hall) があった18エーカー (7.3 ha)の敷地に15以上の建物がある。このキャンパスは、レイク・アヴェニュー (Lake Avenue) 沿いに位置しており、カーメル・アカデミー（Carmel Academy：旧称 the Westchester Fairfield Hebrew Academy）と施設を共用している。キャンパス内には、聖ビーズ礼拝堂 (the St. Bedes Chapel) がある。
創設時の所在地は、ニューヨーク市クイーンズ区のジャマイカに近い、ジャマイカ・エステーツ (Jamaica Estates) のグランド・セントラル・パークウェイ (Grand Central Parkway) 187-90 番地であった。
1980年12月22日、学校は、同じクイーンズ区内のフラッシング (Flushing) に近い、フレッシュ・メドウズ (Fresh Meadows) に移転した。このふたつ目のクイーンズ区内の校地は、かつての P.S. 179（第179公立学校）跡で、ニューヨーク市教育局が後者を貸与したものであった。1988年に、『フィラデルフィア・インクワイアラー』紙のリック・ライマン (Rick Lyman) 記者が報じたところによると、赤煉瓦造の建物はグラフィティで埋め尽くされていたという。1991年8月18日に学校はヨンカーズへ移り、さらに1992年9月1日にグリニッジへ移った。
2000年代になると、グリニッジの校地内の建物の一部は、生徒数の減少に伴って使われなくなっていった。2006年、ウェストチェスター・フェアフィールド・ヘブライ学院 (the Westchester Fairfield Hebrew Academy) が、日本人学校を運営する協議会 (the Japanese Education Alliance) から2000万ドルでキャンパスを取得し、ヘブライ学院の授業が2006年9月から開始された。日本人学校は、ヘブライ学院から教室を借りる形で最大8年間はローズマリー・ホール・キャンパスに残ることとなった。ふたつの学校の授業は、それぞれ別の建物で行なわれているが、体育施設は共用されている。
2005年に、キャンパスで放火事件が起こった。この放火で事務棟が失われた。この建物は、1階にキッチンと事務室2部屋があり、2階には、当時空き部屋だった寝室ひとつのアパートメントがあった。この建物を占有していたのはニューヨーク日本人教育審議会 (The Japanese Educational Institute of New York) であった。

## カリキュラム
この学校は、日本の教育課程によるカリキュラムを用いている。日本式のカリキュラムには、美術、英語、国語（日本語）、音楽、体育、社会科などが含まれている。こうした日本式のカリキュラムに加えて、生徒たちはアメリカの社会科や、規定を超えた追加的な英語の授業も受けている。選択科目 (electives) は用意されていない。1987年からは、「道徳」の授業が行われており、生徒たちに集団行動のとり方や、日本社会の道徳について教えている。2002年からは、英語の授業以外は、全ての授業が日本語で教えられるようになった。
1987年、当時の校長であったエンドウ・トラオは、この学校の生徒たちは問題に対する自分の考えを自発的に答えること、自分が考えたことをそのまま発言することが奨励されているが、これはアメリカ文化に合わせたものであり、そのような態度は日本の学校ではむしろ抑制されるものだ、と述べていた。
1986年の時点では16人のアメリカ人教師が在職していた。この年、日本人学校に通う子どもたちが合衆国の中であまりに孤立化することがないようにという狙いから、日本人学校は、地元もアメリカの学校との一日交流を始めた。

## 生徒の構成
日本人学校が最初に設立された時、生徒たちの大部分はクイーンズ区に居住していたが、中にはニュージャージー州やウエストチェスター郡から通う者もいた。
1983年の時点では、通学する生徒の多くは、銀行員やビジネス関係者、外交官などの子どもたちであった。当時の生徒たちはニューヨーク市や近郊かた通っていた。日本人学校を卒業した生徒たちは、日本に帰国し、日本の高等学校から大学へと進学していた。当時は、学業成績で好成績を収めることについて、女子に比べると男子生徒への親の期待が大きく、日本人学校への入学者も女子よりも男子が多かった。1983年当時、男子生徒325人に対して、女子生徒は125人しかいなかった。日本社会には、男の子たちは将来、安定した大企業で働くことになるだろうが、女の子たちは教育を受けるとしてももっぱら専業主婦になるものだ、という通念があった。1986年当時、生徒たちは、ニューヨーク市の5つの行政区すべてと、ロングアイランド、ニュージャージー州、ウエストチェスター郡から通ってきていた。2002年の時点では、生徒のおよそ 75% は、ニューヨーク州ウエストチェスター郡に住む家族の子女であった。
1975年当時、生徒数は152人で、第4学年から第6学年までしか設けられていなかった。1983年の生徒数は450人、1986年には482人であった。1987年の生徒数はおよそ 460人で、第5学年から第9学年までが設けられていた。1992年の生徒数は417人、2001年は314人、2002年は253人であった。生徒数の減少は、日本経済の停滞によって、ニューヨーク市周辺地域における日本企業の存在が後退したことの反映である。2005年には、第1学年から第9学年まで240人の生徒がいた。

## 生徒の規律
1983年の時点で、日本人学校で英語を教えていた米国籍の教師スザンヌ・パルシェク (Suzanne Paluszek) は、日本人学校の生徒たちは、米国の学校の生徒よりも行儀が良いと述べていた。
1987年の時点で、日本人学校には、大多数の米国の学校と同じように、服装規定は定められていない。

## 学費
1983年の学費は、月額300ドルで、この中には通学バスの費用が含まれていた。1987年の学費は、年額で1,910ドルから2,280ドルの間であった。2002年の学費は、年額でひとり7,000ドルであった。

## 週末学校
2010年の時点で、グリニッジ公立学校 (Greenwich Public Schools) の生徒1,300人ほどが、ニューヨーク日本人学校で開かれる土曜学級に出席していた。1983年、日本人学校は、数カ所の場所で週末学校を運営していた。その大部分は、公立学校の施設を使用しており、1983年当時は、土曜日に2時間の授業が行われていた。この時点では、ニューヨーク大都市圏に住む日本国籍の生徒たちの大多数は、米国の学校に通学していた。彼らは、日本語や日本文学の教育を受けるために、ニューヨーク日本人学校が提供していた週末学級に出席していたのである。

## 課外活動
1986年の時点で、日本人学校は年に一度の学校祭を行なっていた。1980年にクイーンズ区の新しい校地へ移った際には、学校祭が行なわれ、地域のアメリカ人住民たちに、日本文化を紹介した。この学校祭は大変人気があり、その後も開催が継続されている。